# Funkcje harcerskie ZHR
Funkcje harcerskie ZHR – funkcje występujące na wszystkich poziomach harcerskiej struktury, tzn. od zastępów po Naczelnictwo ZHR. Funkcje są zróżnicowane pod względem obowiązków i wynikają z systemu zastępowego oraz z potrzeb danych jednostek. Według ogólnie przyjętej zasady, w przypadku pełnienia kilku funkcji na różnych szczeblach jednocześnie, na mundurze nosi się sznur oznaczający funkcję najwyższego szczebla.

## Oznaczenie funkcji

### W drużynie
- zastępowy / zastępowa – brązowy sznur spod ramienia
- przyboczny / przyboczna – zielony sznur spod ramienia
- kwatermistrz / kwatermistrzyni  – czerwony sznur spod ramienia
- drużynowy – granatowy sznur spod ramienia
- wódz / drużynowy / drużynowa gromady zuchowej – błękitny lub niebieski sznur spod ramienia
- generał zuchów – błękitny lub niebieski sznur z ramienia lub błękitny suwak na sznurze oznaczającym podstawową funkcję

### W hufcu
- hufcowy / hufcowa – srebrny sznur z ramienia
- zastępca hufcowego / hufcowej – srebrny sznur spod ramienia
- członek komendy hufca – srebrny sznur spod kołnierza

### W chorągwi
- komendant chorągwi / komendantka chorągwi – złoty sznur z ramienia
- zastępca komendanta / komendantki chorągwi – złoty sznur spod ramienia
- członek komendy chorągwi, przewodniczący / przewodnicząca Komisji Instruktorskiej – złoty sznur spod kołnierza

### W Głównych Kwaterach
- Naczelnik Harcerzy / Naczelniczka Harcerek – brązowy skórzany sznur z ramienia
- zastępca Naczelnika Harcerzy / Naczelniczki Harcerek – brązowy skórzany sznur spod ramienia
- członek Głównej Kwatery Harcerzy / członek Głównej Kwatery Harcerek, przewodniczący Komisji Harcmistrzowskiej / przewodnicząca Komisji Harcmistrzyń – brązowy skórzany sznur spod kołnierza
- współpracownicy Głównych Kwater – brązowy skórzany suwak na sznurze oznaczającym podstawową funkcję

### W Kręgu Harcerstwa Starszego
- prowadzący / prowadząca – granatowy sznur ze srebrnym suwakiem z ramienia
- wiceprowadzący / wiceprowadząca – granatowy sznur ze srebrnym suwakiem spod kołnierza

### W szczepie
- szczepowy / szczepowa – granatowy sznur z ramienia

Źródło: Związek Harcerstwa Rzeczypospolitej.

## Oznaczenie funkcji pełnionych we władzach naczelnych

### W Naczelnictwie
- Przewodniczący ZHR – biały skórzany sznur z ramienia
- wiceprzewodniczący ZHR – biały skórzany sznur spod ramienia
- pozostali członkowie – biały skórzany sznur spod kołnierza

### W Radzie Naczelnej
- członek Rady Naczelnej – biały skórzany sznur z granatowym suwakiem spod ramienia

### W Komisji Rewizyjnej Związku
- przewodniczący – biały skórzany sznur z czerwonym suwakiem z ramienia
- pozostali członkowie – biały skórzany sznur z czerwonym suwakiem spod ramienia

### W Sądzie Harcerskim
- prezes – biały skórzany sznur z zielonym suwakiem z ramienia
- wiceprezes – biały skórzany sznur z zielonym suwakiem spod ramienia
- pozostali członkowie – biały skórzany sznur z zielonym suwakiem spod kołnierza

## Oznaczenie funkcji pełnionych we władzach okręgów i obwodów

### W Zarządzie Okręgu
- przewodniczący – biały sznur z ramienia
- wiceprzewodniczący – biały sznur spod ramienia
- pozostali członkowie – biały sznur spod kołnierza

### W Komisji Rewizyjnej Okręgu
- przewodniczący – biały sznur z czerwonym suwakiem z ramienia
- pozostali członkowie – biały sznur z czerwonym suwakiem spod ramienia

### W Zarządzie Obwodu
- przewodniczący – biały sznur ze srebrnym suwakiem z ramienia
- wiceprzewodniczący –  biały sznur ze srebrnym suwakiem spod ramienia
- pozostali członkowie –  biały sznur ze srebrnym suwakiem spod kołnierza

## Oznaczenie funkcji pełnionych we władzach HOPR
- Komendant Główny HOPR – biały pleciony sznur z niebieskim suwakiem z ramienia
- pełnomocnik HOPR – biały pleciony sznur z niebieskim suwakiem spod ramienia
- członek komendy HOPR – biały pleciony sznur z niebieskim suwakiem spod kołnierza
- koordynator HOPR – biały gładki sznur z niebieskim suwakiem z ramienia
- zastępca koordynatora HOPR – biały gładki sznur z niebieskim suwakiem spod kołnierza

## Oznaczenie funkcji kapelana
- Kapelan Naczelny Związku – fioletowy sznur z białym suwakiem z ramienia
- kapelan Organizacji Harcerek lub Organizacji Harcerzy – fioletowy sznur z brązowym skórzanym suwakiem spod ramienia
- Krajowy Referent ds. Harcerskich Kręgów Kleryckich – fioletowy sznur z czarnym suwakiem spod ramienia
- kapelan okręgu – fioletowy sznur z białym suwakiem spod ramienia
- kapelan chorągwi – fioletowy sznur ze złotym suwakiem spod ramienia
- kapelan hufca – fioletowy sznur ze srebrnym suwakiem spod ramienia
- kapelan obwodu, szczepu, drużyny – fioletowy sznur spod ramienia

## Funkcje w jednostkach i funkcje obrzędowe
Powszechne są też funkcje nie opisywane przez regulaminy ZHR i zależne tylko od potrzeb i możliwość lub wynikające z unikalnej obrzędowości danej jednostki, zwłaszcza w zastępach i drużynach, ale również na kolejnych poziomach struktury organizacji. Najczęściej spotykane to:
- kronikarz
- skarbnik
- proporcowy
- kwatermistrz
- fotograf
- webmaster
- sanitariusz (piguła)
- gospodarz harcówki

Funkcje takie zazwyczaj nie mają swoich odznaczeń, chyba że wynika to z unikalnej obrzędowości. Decyzje o przyznawaniu poszczególnych funkcji należą do osoby kierującej daną jednostką lub osób decyzyjnych, lecz często przyznanie danej funkcji wynika z inicjatywy osoby chcącej się jej podjąć lub dokonań danej osoby. Funkcje mogą być też narzędziem metodycznym – mogą stanowić nagrodę i motywować do dalszej pracy i rozwoju.